# Callobius bennetti
Callobius bennetti là một loài nhện trong họ Amaurobiidae.
Loài này thuộc chi Callobius. Callobius bennetti được John Blackwall miêu tả năm 1846.